# Mama, I'm Swollen
Mama, I'm Swollen è il sesto album in studio del gruppo musicale statunitense Cursive, pubblicato nel 2009.

## Tracce
1. In the Now – 2:34
2. From the Hips – 3:55
3. I Couldn't Love You – 3:21
4. Donkeys – 3:58
5. Caveman – 3:23
6. We're Going to Hell – 4:53
7. Mama, I'm Satan – 4:28
8. Let Me Up – 4:47
9. Mama, I'm Swollen – 3:20
10. What Have I Done? – 6:11